# AMD K5

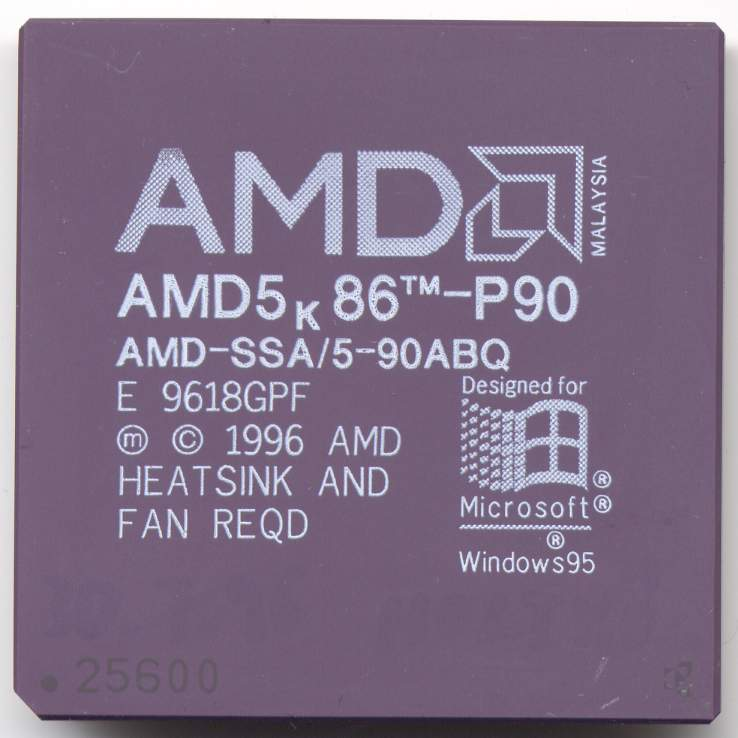
Procesor AMD 5K86-P90 (SSA/5)

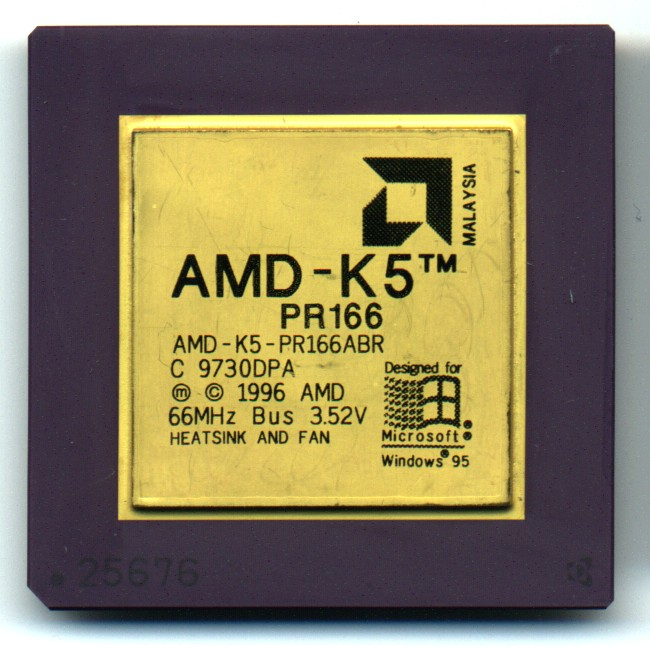
AMD K5 PR166

AMD K5 – procesor klasy Pentium, produkowany przez firmę AMD w latach 1995–1997, następca Am5x86.
Jego struktura wewnętrzna bazuje na architekturze RISC. Jest to jeden z pierwszych procesorów tłumaczących złożone rozkazy x86 na mikrooperacje RISC. Wszystkie modele K5 składały się z około 4,3 miliona tranzystorów. Żaden z modeli K5 nie obsługiwał instrukcji MMX.
Procesory K5 produkowane były w dwóch odmianach – „5k86” i „K5”, ale obie odmiany były sprzedawane jako K5. Chipy wyprodukowane jako 5k86 były taktowane częstotliwościami od 75 do 100 MHz, a linia K5 od 90 do 116 MHz. Z powodów marketingowych, chipy K5 były oznaczane tzw. wskaźnikiem PR rating, który oznaczał ich wydajność w porównaniu z procesorami Pentium firmy Intel. Na przykład procesor taktowany zegarem 116 MHz sprzedawany był jako „K5 PR166” co miało oznaczać, że był ekwiwalentem Pentium 166.
Produkowane były następujące modele:
- „SSA5”
  - K5 PR75 (75 MHz), 1995
  - K5 PR90 (90 MHz), 1995
  - K5 PR100 (100 MHz), 1996
- „5k86”
  - K5 PR120 (90 MHz), 1996
  - K5 PR133 (100 MHz), 1996
  - K5 PR166 (116 MHz), 1997